# Euphorbia altotibetica
Euphorbia altotibetica là một loài thực vật có hoa trong họ Đại kích. Loài này được Paulsen mô tả khoa học đầu tiên năm 1922.